# Maria Assumpció Clavell i Borràs
Maria Assumpció Clavell i Borràs (Mataró, 16 de setembre de 1909 - 22 d'octubre de 2007) fou una empresària catalana, vídua de Joan Majó i Coll.
En acabar la guerra civil espanyola, per tal d'ajudar a tirar endavant la família, i gràcies a la facilitat que tenia per cosir, començà a fer vestits per a nines i creà l'empresa tèxtil MACLA, dedicada a roba per a nines i disfresses per a infants. En poc temps, l'empresa es va ampliar amb NINIS, marca roba per a nadons i infants que va gaudir de molt bona presència en el mercat. L'empresa arribà a tenir més de 250 treballadors.
El 1964 participà en un grup de pares d'infants amb síndrome de Down que crearen el Patronat Pro Recuperació de Subnormals de Mataró, del que en fou presidenta molts anys i que posà en funcionament l'Escola Especialitzada Santa Bernardeta, els tallers ocupacionals de Cirera i el Centre Psicopedagògic de la Plaça dels Bous. Amb Montserrat Trueta i Llacuna va crear la Fundació Catalana per la Síndrome de Down, i el 1970 fou una de les fundadores de la Fundació Mare Nostra, dedicada a oferir residència i atenció a la gent gran. El 1990 va rebre la Creu de Sant Jordi.